# Raoul Hayoit de Termicourt
Raoul Edouard Ghislain Hayoit de Termicourt, né le 13 mars 1893 à Anvers et décèdé à Bruxelles le 26 novembre 1970, est un magistrat belge.

## Biographie

### Famille
Issu d'une famille aisée, il est le fils de Clara Biart et d'Eugène Hayoit de Termicourt, juge d'instruction à Anvers, chef de cabinet du ministre de la Justice et conseiller à la Cour d'appel de Bruxelles.

### Formation
Héritier d'une lignée de juristes, Raoul Hayoit de Termicourt entreprend des études de droit à l'Université Catholique de Louvain, qu'il acheva en 1919 avec l'obtention d'un doctorat en droit. 

### Carrière juridique
Raoul Hayoit de Termicourt est un magistrat et juriste belge qui a apporté une contribution significative dans le domaine du droit. Ce dernier a commencé sa carrière en tant que volontaire dans l'armée belge durant la Première Guerre mondiale avant d’obtenir, en 1919, son doctorat en droit. Par ailleurs, Jean Servais a exercé une influence prépondérante sur la carrière du magistrat. Ainsi, il devient par la suite, substitut du procureur avant d'être finalement nommé procureur général près la Cour de cassation en 1938.

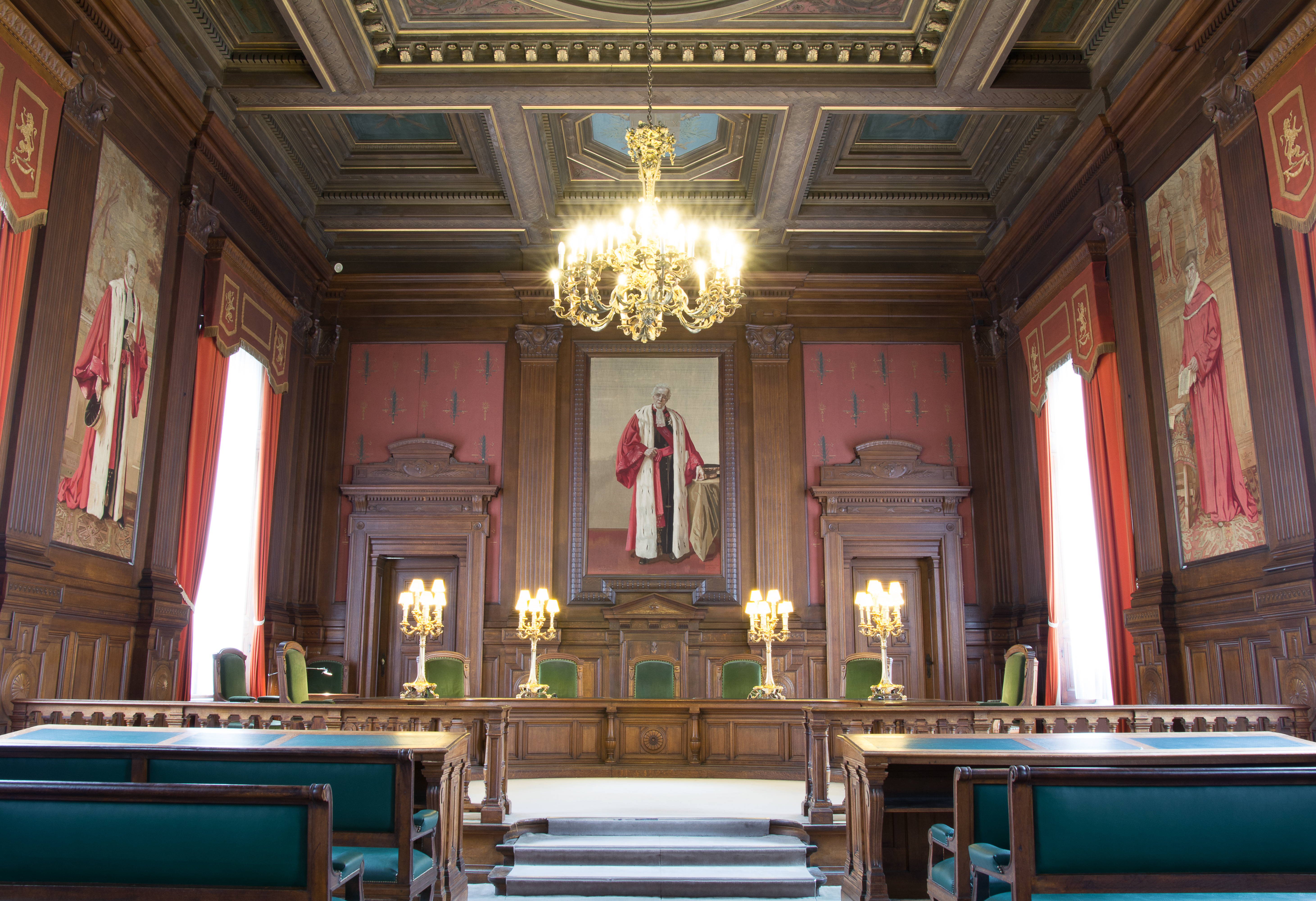
Cour de cassation belge.

Pendant la Seconde Guerre mondiale, Hayoit de Termicourt devient un conseiller de confiance du roi Léopold III, qui a envisagé de lui offrir un poste ministériel ou encore celui de Premier ministre en 1939. Cependant, Hayoit de Termicourt a refusé ces différents emplois juridiques afin de servir comme lieutenant d'artillerie jusqu'à la fin de la Seconde Guerre en 1945. Par ailleurs, il a également été cofondateur du Comité belge du Centre Européen de Documentation et d'Information, créé en 1961.
Il obtient la nomination de substitut du procureur du Roi d'Éliane Liekendael le 27 novembre 1955 au parquet de Bruxelles. 
En outre, tout au long de sa carrière, Hayoit de Termicourt est connu pour avoir d’une part rédigé plusieurs publications sur le droit constitutionnel, le droit pénal, la procédure pénale et d’autre part pour avoir fourni des conseils juridiques au roi Léopold III. Effectivement, il entretenait une relation étroite et de confiance avec le monarque.
Il décède à Bruxelles le 26 novembre 1970 des suites d'une maladie.

## Tendance politique
Eu égard à ses actions sociales, il marque son appartenance au bloc chrétien de droite.

### C.E.D.I.
Raoul Hayoit de Termicourt a fait partie des grandes personnalités du Comité belge du Centre Européen de Documentation et d’Information, également connu sous le nom de « C.E.D.I. belge ». Celui-ci poursuit le dessein d'influencer l'évolution de la formation européenne à travers le Centre. Son objectif principal est de créer une Europe d'inspiration chrétienne et à structure confédérale.  Par l’association, il critique la politique étrangère actuelle de la Belgique en soulignant notamment la concentration du pouvoir dans les mains de quelques hommes politiques. Par ailleurs, en tant qu’anti-communiste, il vise à une Europe ouverte à la solidarité des nations atlantiques et euro-africaines.

### Centre Lippens

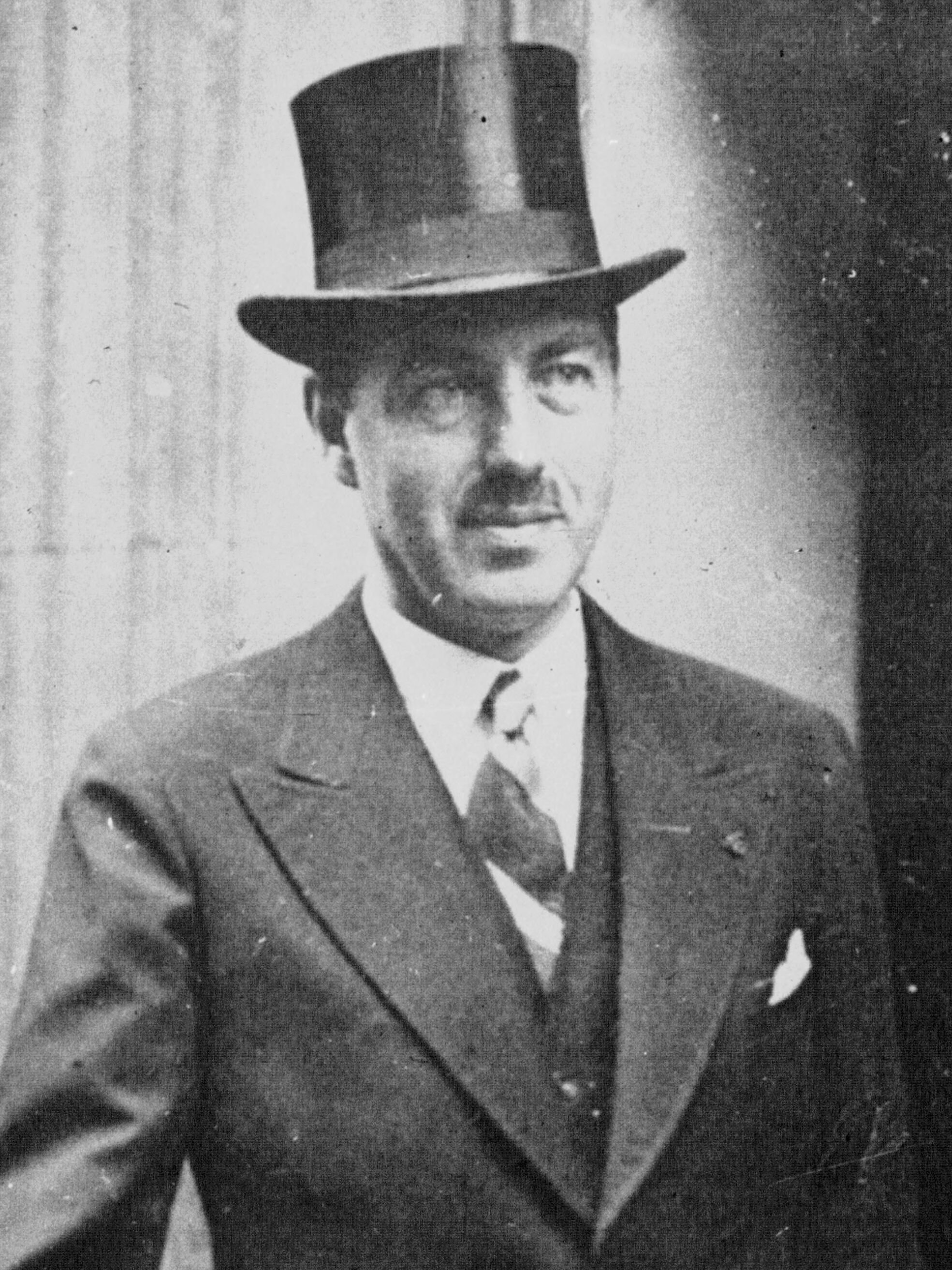
Premier ministre Paul van Zeeland

Créé en 1936 par le gouvernement Van Zeeland, le Centre Lippens est un Centre d'étude pour la réforme de l'état auquel Raoul Hayoit de Termicourt prend part ce qui témoigne ainsi son appartenance au bloc catholique et aux belges dits royalistes. En effet, le comte Maurice Lippens propose, en 1937, une nouvelle structure politique basée sur un régime autoritaire du Roi, prenant pour modèle l’Ancien Régime. Le Centre Lippens se forme dans un contexte de méfiance à l’égard du régime parlementaire. De ce fait, Raoul Hayoit de Termicourt, membre de l'élite de son temps, aspire à un "gouvernement fort autour du Roi" et cherche à retrouver le poids politique du bloc chrétien. Toutefois, Lippens se révèle autoritaire. Malgré sa participation à la rédaction de propositions de restructuration, notamment en matière constitutionnelle ou encore dans la sphère judiciaire par le biais d'un dossier "de la réforme de la justice", les positions de Hayoit de Termicourt diffèrent de celles de Lippens. De même que lorsque le Centre se scinde, de Termicourt se rallie aux idées d’Henri Velge selon lesquelles la base de l'organisation corporative serait constituée d'associations libres dotées de la personnalité juridique. En d'autres termes, le procureur général de Cour de cassation se distingue du Centre en valorisant une restructuration Belge sur pieds d'un régime non autoritaire. Pour illustrer, en matière de politique belge, il n'exclut pas les contacts avec la gauche.

## Actions sociales

### Question royale

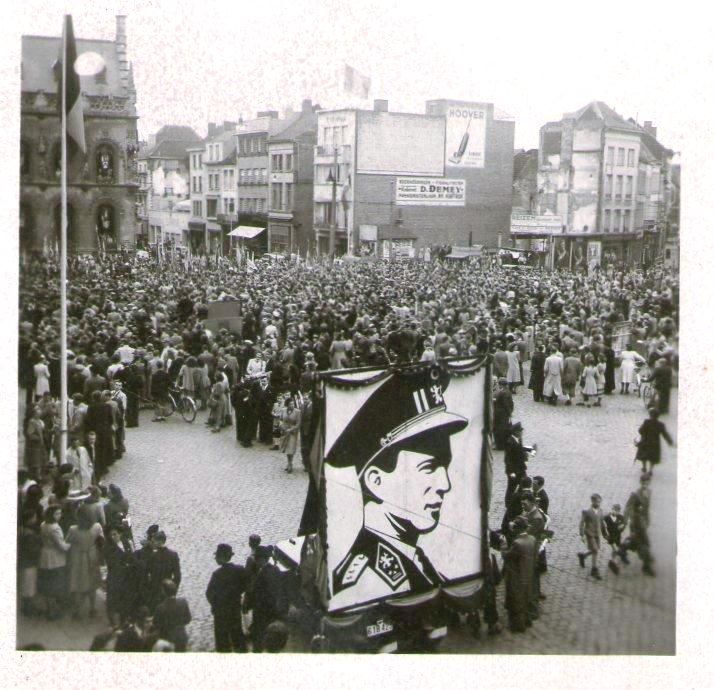
"Moest de Koning bij zijn volk blijven ?"

Hayoit de Termicourt a joué un rôle important en 1950 lorsque la société s’est divisée du sommet à la base par la Question Royale. Le Roi qui normalement agit avec ses ministres, mène sa propre politique. C'est à ce moment que ce dernier consulte l’avocat général à la Cour de Cassation, temporairement substitut de l'Auditeur général, considéré comme « la plus haute autorité judiciaire à laquelle il pouvait s’adresser et qui jouissait de l’estime générale ». Son conseil était le suivant : pour mettre en œuvre un changement de gouvernement, le monarque doit obtenir le contreseing d'un ministre encore en poste. Son idée s’est avérée être une erreur mais cela n'entache pas son image pour autant car « c'est parce que Hayoit de Termicourt, un bref moment, n'a pas été à la hauteur de sa réputation, que le désastre, c’est-à-dire la révocation du gouvernement Pierlot, du gouvernement qui allait maintenir la Belgique au sein de la guerre, a été évité. » ; ce fut donc un péché "salvateur". De même qu’il signe auprès d'Albert Devez et le catholique Joseph Polie un argumentaire juridique afin de justifier le comportement de Léopold III.

### Justice et liberté
Durant la Seconde Guerre mondiale, Hayoit de Termicourt est le chef de facto de la magistrature belge. Assurément, sous la menace d’une guerre, toute une série de mesures furent prises. Un Comité de coordination fut établi avec la mission de préparer les mesures de sécurité qui devraient être prises en cas d’invasion. Dans ces circonstances, Raoul Hayoit de Termicourt, en collaboration avec Joseph Pholien et Albert Devèze, a rédigé le 29 mai 1940 une note juridique qui présentait une justification constitutionnelle à la capitulation de l'armée belge, sans la nécessité d'une intervention gouvernementale. Tout au long de la guerre, ce dernier se bat contre l’occupant et proteste entre autres contre le travail obligatoire en Allemagne.  En outre, la Deuxième Guerre mondiale met en avant la politique discriminatoire d’Hitlercontre les Juifs. Cette guerre a également eu des impacts en Belgique où certaines ordonnances ont été prises excluant ainsi les Juifs de la fonction publique. Ces dispositifs législatifs sont passés au Conseil permanent de législation, pour lequel Raoul Hayoit de Termicourt en tant que avocat général auprès de la Cour de Cassation, admet le 21 novembre 1940 que ces ordonnances “méconnaissent les principes fondamentaux du droit belge”. Il rédige le 20 mars 1943, un document à l’attention de l’occupant.

### Mercuriales
C’est en qualité de procureur général près de la Cour d’appel de Bruxelles qu’Hayoit de Termicourt prononça quelques mercuriales. Parmi celles-ci, il importe de citer les suivantes. En 1935, il prononce plusieurs discours « Considérations sur la loi du 15 juin 1935 »(discours prononcé en néerlandais) ; en 1936 « Les propos sur le Ministère public » et en 1938 « La femme devant la loi civile ». La mercuriale consacrée au Ministère public a fait l’objet de vifs débats car elle revêt un caractère unique en ce qu'elle met en lumière l’importance de l’indépendance de la fonction du Ministère public.

#### Immunité parlementaire
Dans un premier temps, le procureur général s’est attardé sur la question des immunités parlementaires, leurs évolutions et aspects nouveaux dans une mercuriale qu’il a prononcé à l’audience solennelle de rentré de la Cour de cassation, le 15 septembre 1955. Ses réflexions ont permis de se questionner sur l’évolution dans l’attitude du pouvoir législatif à l’égard de l’immunité parlementaire car à ce moment-ci, la protection des parlementaires est encore justifiée. Il a également mis en avant l’instabilité de la législation en la matière et les solutions à cet égard. En outre, l’avocat général a déterminé les conditions d’une infraction parlementaire exonérée de son immunité.

#### Révision constitutionnelle
Dans un second temps, Raoul Hayoit de Termicourt souhaité apporter des modifications à la Constitution belge, plus précisément l'article 147 de la Constitution actuelle. Dans un discours du 15 septembre 1954, il expose sa vision d'une évolution de la notion de souveraineté. Son objectif était de garantir le respect des droits des Belges et de maintenir le pouvoir exécutif dans les limites de ses attributions. En effet, il vit au cœur du développement de l’ordre juridique international européen. Alors que l’union européenne n’existe pas encore, Hayoit de Termicourt comprend la nécessité de modifier la Constitution belge afin de s’adapter à ce nouvel état juridique.

#### Les femmes
Durant son exercice à la Cour, Raoul Hayoit de Termicourt soulève une question qui a fait l’objet de vives controverses au XXe siècle, la place des femmes devant la loi civile. Tout au long de son discours, Raoul H. de Termicourt retrace l’évolution de la place de la femme dans la législation. En effet, cette dernière ne faisait l’objet de peu, voire aucune consécration législative. Ainsi, après avoir remarqué une série de lacunes en termes de droits ; il suggère dans son discours, différents moyens qui pourraient les combler. Il propose notamment d’accroitre les libertés accordées à la femme notamment en ce qui concerne le régime de séparations des biens ou encore dans la sphère professionnelle. En effet, selon le procureur, la femme devrait d’une part pouvoir être libre de travailler avec la possibilité de choisir son métier. D’autre part, celle-ci devrait être apte à recevoir son salaire indépendamment de son mari. Toutefois, d'après Hayoit de Termicourt, la place de l’homme ne devrait pas être altéré puisqu’il doit tout de même conserver sa place “dominante” au sein du couple. De surcroît, le procureur général est favorable à l’idée du divorce qui pour rappel reste un concept “marginal”, pareillement pour la pension alimentaire, une idée peu mobilisée à l’époque. En la matière, ce dernier est l’un des premiers à s’opposer aux doctrines ainsi qu'aux jurisprudences de son temps. Cependant, de Termicourt n’as pas enclenché de réels changements quant à la place de la femme dans la législation. Assurément, son discours avait pour but principal d’amener à la réflexion et à la reconsidération du sujet.

### Doctrine
- BAJHOR, F., « La société allemande et la persécution des juifs 1933-1945 », Revue d’Histoire de la Shoah, 2018, p. 39 et 58.

- DELPLANCQ., T., « L’exclusion des juifs dans la fonction publique en Belgique 1940-1944 : le cas des administrations locales bruxelloises », Revue Belge d'Histoire Contemporaine, Louvière, 2005, p. 141 à 179.

- DELWIT, P., Du parti libéral au MR : 170 ans de libéralisme politique en Belgique, Bruxelles, Université Libre de Bruxelles, 2017.

- HAYOIT de TERMICOURT, R., « L’immunité parlementaire », J.T., 1955, p. 615 et 616.

- HAYOIT DE TERMICOURT, R., La femme devant la loi civile : discours prononcé à l'audience solennelle de rentrée du 15 septembre 1938, Louvain, Rega, 1938.

- HAYOIT de TERMICOURT, R., Propos sur l'article 95 de la Constitution: Discours prononcé à l'audience solennelle de rentrée de la Cour de cassation de Belgique du 15 septembre 1954, Bruxelles, Bruylant, 1954.

- KRINGS, E.,  La Nouvelle Biographie nationale : Hayoit de Termicourt, Raoul, vol. IV, Bruxelles, Académie royale de Belgique, 1992, p. 209 à 211.

- LUYTEN, D., « Het centrum Lippens : een Belgische Nieuwe Orde in een nazistisch Europa ? », Revue Belge de Philosophie et d’Histoire, 1993, p. 875 à 912.

- STENGERS, J., Action du Roi en Belgique depuis 1831. Pouvoir et influence, 1re éd., Louvain-La-Neuve, Duculot, 1992.

- STENGERS, J., « Aux origines de la question royale. Léopold III et le gouvernement. Les deux politiques belges de 1940 », Revue Belge de Philosophie et d’Histoire, 1983.

- X, « Groupements de droite à vocation d’étude ou de pression en matière de politique extérieure », CRISP, 1964, n° 252, p. 1 à 20.

- X, « Res publica », Belgisch instituut voor wetenschap der politiek, 1975, p. 1 à 152.

### Jurisprudence
- Cass., 15 septembre 1955, J.T., 1956, p. 614.

### Autre
- JACQUART, J., « Hayoit de Termicourt Raoul », Dictionnaire biographique des juristes français, XIIIe – XXe siècle, P. Arabeyre, J.-L. Halpérin et J. Krynen (dir.), Paris, Puf, 2001, p. 520 à 521.

- Mémoire d’histoire réalisé par P. ROSENBERG, « Du ‘’bureau de guerre’’ au Comité d’épuration. Les libéraux pendant la seconde guerre mondiale », Université Libre de Bruxelles, 2010-2011, p. 35.·      Mercuriale prononcée à l’audience solennelle du 12 décembre 1938, Société anonyme d’éditions juridiques et scientifiques, Bruxelles, 1938.

- Thèse de doctorat réalisé par J. Jan ZURNÉ, « Een Buitengewoon Verontrustend Gewetensprobleem. De Belgische Magistratuur En Door Verzetsgroepen Gepleegd Geweld Tegen Collaborateurs. 1940-1950 », Gand, 2016.

- WOUTERS, N., « Centre d’étude pour la réforme de l’état », BelgiumWWII, n°073, [lire en ligne] .